# Coryphantha
Coryphantha ist eine Pflanzengattung aus der Familie der Kakteengewächse (Cactaceae). Der botanische Name der Gattung leitet sich von den altgriechischen Substantiven κορυφή koryphḗ für „Gipfel“ und ἄνθος ánthos für „Blüte“, „Blume“ ab. Er verweist auf die in der Nähe der Triebspitze erscheinenden Blüten.

## Beschreibung

### Vegetative Merkmale
Die Arten der Gattung Coryphantha wachsen einzeln oder bilden Gruppen. Ihre kugelförmigen bis zylindrischen Triebe erreichen Wuchshöhen von bis zu 50 Zentimeter. Die auf ihnen befindlichen zylindrischen Warzen sind häufig stark verlängert. Sie sind im Querschnitt kreisrund, pyramidal oder einseitig ausgebaucht. Auf den Warzen befindet sich eine Furche, die fast bis zur Basis der Warzen reicht. Die Areolen befinden sich meist an der Spitze der Warzen. Manchmal sind sie vollständig zweigeteilt und durch Furchen miteinander verbunden. Bei einigen Arten sind die Furchen stark reduziert. Gelegentlich sind einige der Dornen zu farbigen extrafloralen Nektardrüsen umgebildet.

### Blüten
Die Blüten erscheinen an jungen Warzen in der Nähe des Triebscheites und entspringen dem axillennahen Teil der Warzenfurche. Sie öffnen sich am Tag. Die trichterförmigen bis glockenförmigen Blüten sind in der Regel gelblich bis grünlich gefärbt. Seltener sind sie rot bis magentafarben. Die Blüten sind bis zu 10 Zentimeter lang und weisen Durchmesser von bis zu 6,5 Zentimeter auf. Ihr Perikarpell und die Blütenröhre sind kahl oder mit wenigen kleinen Schuppen besetzt.

### Früchte und Samen
Die kugelförmigen bis eiförmigen, länglichen oder keulenförmigen Früchte sind grün oder gelblich gefärbt. Sie sind kahl, im Inneren saftig und reißen nicht auf. An ihnen haftet ein ausdauernder Blütenrest. Die Früchte enthalten etwas eiförmige bis nierenförmige – bei Coryphantha gracilis kugelförmig-mützenförmige – Samen. Die glänzende, glatte Samenschale ist hell- bis dunkelbraun bis rötlich braun und mit einem Netzmuster überzogen. Die Samen sind 1 bis 2 Millimeter lang.

## Verbreitung
Der Großteil der Arten ist in Mexiko verbreitet. Einige Arten kommen in den Vereinigten Staaten in den südlichen Bundesstaaten Texas, New Mexico und Arizona vor. Sie wachsen an den natürlichen Standorten in Gesteinsschutt, vergesellschaftet mit einer lockeren Begleitvegetation.

## Systematik
Die Erstbeschreibung als Untergattung Mammillaria subg. Coryphanta erfolgte 1858 durch George Engelmann. Charles Lemaire erhob die Untergattung 1868 in den Rang einer Gattung. Die Typusart der Gattung ist Coryphantha sulcata.

### Systematik nach Dan.Sánchez et al. (2022)
Zur Gattung gehören die folgenden Arten:
- Untergattung Coryphantha
  - Sektion Corniferae (Dicht & A.Lüthy) Dan.Sánchez & D.Aquino
    - Coryphantha compacta (Engelm.) Orcutt
    - Coryphantha cornifera (DC.) Lem.
    - Coryphantha delaetiana (Quehl) A.Berger
    - Coryphantha delicata L.Bremer
    - Coryphantha gracilis L.Bremer & A.B.Lau
    - Coryphantha hintoniorum Dicht & A.Lüthy
      - Coryphantha hintoniorum subsp. geoffreyi Dicht & A.Lüthy
      - Coryphantha hintoniorum subsp. hintoniorum

    - Coryphantha maiz-tablasensis Backeb.
    - Coryphantha neglecta L.Bremer
    - Coryphantha nickelsiae (K.Brandegee) Britton & Rose
    - Coryphantha pseudoechinus Boed.
    - Coryphantha pseudonickelsiae Backeb.
    - Coryphantha pulleineana (Backeb.) Glass
    - Coryphantha ramillosa Cutak
      - Coryphantha ramillosa subsp. ramillosa
      - Coryphantha ramillosa subsp. santarosa Dicht & A.Lüthy

    - Coryphantha recurvata (Engelm.) Britton & Rose
      - Coryphantha recurvata subsp. canatlanensis Dicht & A.Lüthy
      - Coryphantha recurvata subsp. recurvata

  - Sektion Coryphantha
    - Coryphantha difficilis (Quehl) Orcutt
    - Coryphantha echinus (Engelm.) Britton & Rose
    - Coryphantha kracikii Halda, Chalupa & Kupčák
    - Coryphantha salinensis (Poselg.) Dicht & A.Lüthy
    - Coryphantha sulcata (Engelm.) Britton & Rose
    - Coryphantha werdermannii Boed.

  - Sektion Durangenses Dan.Sánchez & D.Aquino
    - Coryphantha durangensis (Runge ex K.Schum.) Britton & Rose
      - Coryphantha durangensis subsp. cuencamensis (L.Bremer) Dicht & A.Lüthy
      - Coryphantha durangensis subsp. durangensis

    - Coryphantha longicornis Boed.

  - Sektion Pycnacanthae (Dicht & A.Lüthy) Dan.Sánchez & D.Aquino
    - Coryphantha bumamma (C.Ehrenb.) Britton & Rose ≡ Coryphantha elephantidens subsp. bumamma (Ehrenb.) Dicht & A.Lüthy
    - Coryphantha calipensis Bravo ex S.Arias, U.Guzmán & Gama ≡ Coryphantha pallida subsp. calipensis (Bravo ex S.Arias, Gama & U.Guzmán) Dicht & A.Lüthy
    - Coryphantha elephantidens (Lem.) Lem.
    - Coryphantha greenwoodii Bravo ≡ Coryphantha elephantidens subsp. greenwoodii (Bravo) Dicht & A.Lüthy
    - Coryphantha pallida Britton & Rose
    - Coryphantha pseudoradians Bravo ≡ Coryphantha pallida subsp. pseudoradians (Bravo) U.Guzmán & Vázq.-Ben.
    - Coryphantha pycnacantha (Mart.) Lem.
    - Coryphantha retusa (Pfeiff.) Britton & Rose
    - Coryphantha tripugionacantha A.B.Lau

  - Sektion Robustispina Dicht & A.Lüthy
    - Coryphantha robustispina (A.Schott ex Engelm.) Britton & Rose
      - Coryphantha robustispina subsp. robustispina
      - Coryphantha robustispina subsp. scheeri (Lem.) N.P.Taylor

    - Coryphantha poselgeriana (A.Dietr.) Britton & Rose
- Untergattung Neocoryphantha Backeb. ex Dicht & A.Lüthy
  - Sektion Clavatae (Dicht & A. Lüthy) Dan.Sánchez & D.Aquino
    - Coryphantha clavata (Scheidw.) Backeb.
      - Coryphantha clavata subsp. clavata
      - Coryphantha clavata subsp. stipitata (Scheidw.) Dicht & A.Lüthy

    - Coryphantha erecta (Lem.) Lem.
    - Coryphantha georgii Boed.
    - Coryphantha glassii Dicht & A.Lüthy
    - Coryphantha jalpanensis Buchenau
    - Coryphantha octacantha (DC.) Britton & Rose
    - Coryphantha ottonis (Pfeiff.) Lem.
    - Coryphantha potosiana (Jacobi) Glass & R.A.Foster
    - Coryphantha vogtherriana Werderm. & Boed.

  - Sektion Echinoideae (Dicht & A.Lüthy) Dan.Sánchez & D.Aquino
    - Coryphantha echinoidea (Quehl) Britton & Rose
    - Coryphantha glanduligera (Otto & A.Dietr.) Lem.
    - Coryphantha vaupeliana Boed.
    - Coryphantha wohlschlageri Holzeis

### Systematik nach N.Korotkova et al. (2021)
Die Gattung umfasst folgende Arten:
- Coryphantha clavata (Scheidw.) Backeb.
  - Coryphantha clavata subsp. clavata
  - Coryphantha clavata subsp. stipitata (Scheidw.) Dicht & A.Lüthy
- Coryphantha compacta (Engelm.) Orcutt
- Coryphantha cornifera (DC.) Lem.
- Coryphantha delaetiana (Quehl) A.Berger
- Coryphantha delicata L.Bremer
- Coryphantha difficilis (Quehl) Orcutt
- Coryphantha durangensis (Runge ex K.Schum.) Britton & Rose
  - Coryphantha durangensis subsp. cuencamensis (L.Bremer) Dicht & A.Lüthy
  - Coryphantha durangensis subsp. durangensis
- Coryphantha echinoidea (Quehl) Britton & Rose
- Coryphantha echinus (Engelm.) Britton & Rose
- Coryphantha elephantidens (Lem.) Lem.
  - Coryphantha elephantidens subsp. bumamma (Ehrenb.) Dicht & A.Lüthy
  - Coryphantha elephantidens subsp. elephantidens
  - Coryphantha elephantidens subsp. greenwoodii (Bravo) Dicht & A.Lüthy
- Coryphantha erecta (Lem. ex Pfeiff.) Lem.
- Coryphantha georgii Boed.
- Coryphantha glanduligera (Otto & A.Dietr.) Lem.
- Coryphantha glassii Dicht & A.Lüthy
- Coryphantha gracilis Bremer & A.B.Lau
- Coryphantha hintoniorum Dicht & A.Lüthy
  - Coryphantha hintoniorum subsp. geoffreyi Dicht & A.Lüthy
  - Coryphantha hintoniorum subsp. hintoniorum
- Coryphantha jalpanensis Buchenau
- Coryphantha kracikii Halda, Chalupa & Kupčák
- Coryphantha longicornis Boed.
- Coryphantha macromeris (Engelm.) Lem.
  - Coryphantha macromeris subsp. macromeris
  - Coryphantha macromeris subsp. runyonii (Britton & Rose) N.P.Taylor
- Coryphantha maiz-tablasensis Fritz Schwarz ex Backeb.
- Coryphantha neglecta L.Bremer
- Coryphantha nickelsiae (K.Brandegee) Britton & Rose
- Coryphantha octacantha (DC.) Britton & Rose
- Coryphantha ottonis (Pfeiff.) Lem.
- Coryphantha pallida Britton & Rose
  - Coryphantha pallida subsp. calipensis (Bravo ex S.Arias, Gama & U.Guzmán) Dicht & A.Lüthy ≡ Coryphantha calipensis Bravo ex S.Arias, Gama & U.Guzmán
  - Coryphantha pallida subsp. pallida
  - Coryphantha pallida subsp. pseudoradians (Bravo) U.Guzmán & Vázq.-Ben. ≡ Coryphantha pseudoradians Bravo
- Coryphantha poselgeriana (A.Dietr.) Britton & Rose
- Coryphantha potosiana (Jacobi) Glass & R.A.Foster
- Coryphantha pseudoechinus Boed.
  - Coryphantha pseudoechinus subsp. laui (L.Bremer) Dicht & A.Lüthy
  - Coryphantha pseudoechinus subsp. pseudoechinus
- Coryphantha pseudonickelsiae Backeb.
- Coryphantha pulleineana (Backeb.) Glass
- Coryphantha pycnacantha (Mart.) Lem.
- Coryphantha ramillosa Cutak
  - Coryphantha ramillosa subsp. ramillosa
  - Coryphantha ramillosa subsp. santarosa Dicht & A.Lüthy
- Coryphantha recurvata (Engelm.) Britton & Rose
  - Coryphantha recurvata subsp. canatlanensis Dicht & A.Lüthy
  - Coryphantha recurvata subsp. recurvata
- Coryphantha retusa (Pfeiff.) Britton & Rose
- Coryphantha robustispina (Schott ex Engelm.) Britton & Rose
  - Coryphantha robustispina subsp. robustispina
  - Coryphantha robustispina subsp. scheeri (Lem.) N.P.Taylor
- Coryphantha salinensis (Poselg.) Dicht & A.Lüthy
- Coryphantha sulcata (Engelm.) Britton & Rose
- Coryphantha tripugionacantha A.B.Lau
- Coryphantha vaupeliana Boed.
- Coryphantha vogtherriana Werderm. & Boed.
- Coryphantha werdermannii Boed.
- Coryphantha wohlschlageri Holzeis

Synonyme der Gattung sind Glandulifera Frič (1924, nom. illeg.), Lepidocoryphantha Backeb. (1938) und Escobrittonia Doweld (2000).

### Systematik nach E.F.Anderson/Eggli (2005)
Reto F. Dicht und Adrian D. Lüthy untergliederten 2001 die Gattung in zwei Untergattungen mit folgenden Sektionen:
- Untergattung Neocoryphantha:
Mit dem Wachstum der Pflanzen verlängern sich die auf den Warzen befindliche Furche und kann bis zu drei Viertel der Warzenlänge erreichen. Die Nektardrüsen befinden sich in der Warzenfurche oder den Axillen. Die Samen sind nierenförmig. Das Triebgewebe ist wässerig oder schleimhaltig.
  - Sektion Lepidocoryphantha:
Die zunehmend länger werdenden Warzenfurchen können bis zur Hälfte der Warzenlänge erreichen. Blüten werden erst ausgebildet, wenn maximale die Furchenlänge erreicht ist. Die äußeren Blütenhüllblätter sind an ihrem Rand bewimpert. Das Triebgewebe ist schleimhaltig.
  - Sektion Robustispina:
Die zunehmend länger werdenden Warzenfurchen können bis zu drei Viertel der Warzenlänge erreichen. Blüten werden erst ausgebildet, wenn maximale Furchenlänge erreicht ist. Das Triebgewebe ist wässerig
  - Sektion Neocoryphantha:
Die Pflanzen sind gekennzeichnet durch einen abrupten Übergang von völlig furchenlosen, sterilen Areolen zu Warzen mit langen Furchen. Blüten werden erst ausgebildet, wenn lange Furchen vorhanden sind.
  - Sektion Ottonis: 
Jungpflanzen sind keine Furchen auf den Warzen vorhanden. Später erfolgt ein plötzlicher Übergang zu Warzen deren Furchen über die gesamte Warzenlänge reichen. Das Triebgewebe ist schleimhaltig.
- Untergattung Coryphantha:
Mit dem Wachstum der Pflanzen verlängern sich die auf den Warzen befindliche Furche und reicht schließlich über die gesamte Warzenlänge. Blüten werden erst ausgebildet, wenn die volle Furchenlänge erreicht ist. In der Warzenfurche oder den Axillen befinden sich keine Nektardrüsen. In der Nähe der Areolen sind jedoch gelegentlich Nektardrüsen vorhanden. Die Samen sind nierenförmig bis kugelförmig. Das Triebgewebe ist wässerig.
  - Sektion Coryphantha:
Die grünen Früchte sind saftig, die Samen nierenförmig.
  - Sektion Gracilicoryphantha:
Die anfangs grünen und saftigen Früchte werden später rot und trocknen aus. Die sind Samen kugelförmig.

Die Gattung umfasst folgende Arten:
- Untergattung Neocoryphantha Backeb.
  - Sektion Lepidocoryphantha (Backeb.) Moran
    - Coryphantha macromeris (Engelm.) Lem.
      - Coryphantha macromeris subsp. macromeris
      - Coryphantha macromeris subsp. runyonii (Britton & Rose) N.P.Taylor

  - Sektion Robustispina Dicht & A.Lüthy
    - Coryphantha poselgeriana (A.Dietr.) Britton & Rose
    - Coryphantha robustispina (A.Schott ex Engelm.) Britton & Rose
      - Coryphantha robustispina subsp. robustispina
      - Coryphantha robustispina subsp. scheeri (Lem.) N.P.Taylor
      - Coryphantha robustispina subsp. uncinata (L.D.Benson) N.P.Taylor = Coryphantha robustispina subsp. scheeri (Lem.) N.P.Taylor

  - Sektion Neocoryphantha Backeb.
    - Coryphantha clavata (Scheidw.) Backeb.
      - Coryphantha clavata subsp. clavata
      - Coryphantha clavata subsp. stipitata (Scheidw.) Dicht & A.Lüthy

    - Coryphantha echinoidea (Quehl) Britton & Rose
    - Coryphantha erecta (Lem. ex Pfeiff.) Lem.
    - Coryphantha glanduligera (Otto) Lem.
    - Coryphantha glassii Dicht & A.Lüthy
    - Coryphantha jalpanensis Buchenau
    - Coryphantha octacantha (DC.) Britton & Rose
    - Coryphantha potosiana (Jacobi) Glass & R.A.Foster
    - Coryphantha unicornis Boed. = Coryphantha clavata (Scheidw.) Backeb.
    - Coryphantha vaupeliana Boed.
    - Coryphantha wohlschlageri Holzeis

  - Sektion Ottonis Dicht & A.Lüthy
    - Coryphantha georgii Boed.
    - Coryphantha grata L.Bremer = Coryphantha georgii Boed.
    - Coryphantha guerkeana (Boed.) Britton & Rose = Coryphantha ottonis (Pfeiff.) Lem.
    - Coryphantha ottonis (Pfeiff.) Lem.
    - Coryphantha vogtherriana Werderm. & Boed.

- Untergattung Coryphantha
  - Sektion Coryphantha
    - Coryphantha calipensis Bravo ex S.Arias, Gama & U.Guzmán ≡ Coryphantha pallida subsp. calipensis (Bravo ex S.Arias, Gama & U.Guzmán) Dicht & A.Lüthy
    - Coryphantha calochlora Boed. = Coryphantha nickelsiae (K.Brandegee) Britton & Rose
    - Coryphantha compacta (Engelm.) Orcutt
    - Coryphantha cornifera (DC.) Lem.
    - Coryphantha delaetiana (Quehl) A.Berger
    - Coryphantha delicata L.Bremer
    - Coryphantha difficilis (Quehl) Orcutt
    - Coryphantha durangensis (Runge ex K.Schum.) Britton & Rose
      - Coryphantha durangensis subsp. durangensis
      - Coryphantha durangensis subsp. cuencamensis (L.Bremer) Dicht & A.Lüthy

    - Coryphantha echinus (Engelm.) Britton & Rose
    - Coryphantha elephantidens (Lem.) Lem.
      - Coryphantha elephantidens subsp. elephantidens
      - Coryphantha elephantidens subsp. bumamma (Ehrenb.) Dicht & A.Lüthy
      - Coryphantha elephantidens subsp. greenwoodii (Bravo) Dicht & A.Lüthy

    - Coryphantha hintoniorum Dicht & A.Lüthy
      - Coryphantha hintoniorum subsp. hintoniorum
      - Coryphantha hintoniorum subsp. geoffreyi Dicht & A.Lüthy

    - Coryphantha indensis L.Bremer = Coryphantha pseudonickelsiae Backeb.
    - Coryphantha kracikii Halda, Chalupa & Kupčák
    - Coryphantha longicornis Boed.
    - Coryphantha maiz-tablasensis Backeb.
    - Coryphantha maliterrarum L.Bremer = Coryphantha cornifera (DC.) Lem.
    - Coryphantha melleospina Bravo = Coryphantha retusa Britton & Rose
    - Coryphantha neglecta L.Bremer
    - Coryphantha nickelsiae (K.Brandegee) Britton & Rose
    - Coryphantha pallida Britton & Rose
    - Coryphantha pseudoechinus Boed.
      - Coryphantha pseudoechinus subsp. pseudoechinus
      - Coryphantha pseudoechinus subsp. laui (L.Bremer) Dicht & A.Lüthy

    - Coryphantha pseudonickelsiae Backeb.
    - Coryphantha pseudoradians Bravo ≡ Coryphantha pallida subsp. pseudoradians (Bravo) U.Guzmán & Vázq.-Ben.
    - Coryphantha pulleineana (Backeb.) Glass
    - Coryphantha pusilliflora L.Bremer = Coryphantha pseudoechinus subsp. pseudoechinus
    - Coryphantha pycnacantha (Mart.) Lem.
    - Coryphantha radians (DC.) Britton & Rose = Coryphantha cornifera (DC.) Lem.
    - Coryphantha ramillosa Cutak
      - Coryphantha ramillosa subsp. ramillosa
      - Coryphantha ramillosa subsp. santarosa Dicht & A.Lüthy

    - Coryphantha recurvata (Engelm.) Britton & Rose
      - Coryphantha recurvata subsp. recurvata
      - Coryphantha recurvata subsp. canatlanensis Dicht & A.Lüthy

    - Coryphantha reduncispina Boed. = Coryphantha pallida subsp. pallida
    - Coryphantha retusa Britton & Rose
    - Coryphantha salinensis (Poselg.) Dicht & A.Lüthy
    - Coryphantha sulcata (Engelm.) Britton & Rose
    - Coryphantha sulcolanata (Lem.) Lem. = Coryphantha elephantidens subsp. elephantidens
    - Coryphantha tripugionacantha A.B.Lau
    - Coryphantha werdermannii Boed.

  - Sektion Gracilicoryphantha Dicht & A.Lüthy
    - Coryphantha gracilis L.Bremer & A.B.Lau

Von unklarer Zuordnung ist Coryphantha odorata Boed. ≡ Cumarinia odorata (Boed.) Buxb.
Synonyme der Gattung sind Aulacothele (Lem.) Monv. (1846), Glandulifera Frič (1924, nom. illeg.), Lepidocoryphantha Backeb. (1938), Cumarinia (Knuth) Buxb. (1951) und Escobrittonia Doweld (2000).

## Nachweise

## Weiterführende Literatur
- Daniel Sánchez, Balbina Vázquez-Benítez, Monserrat Vázquez-Sánchez, David Aquino, Salvador Arias: Phylogenetic relationships in Coryphantha and implications on Pelecyphora and Escobaria (Cacteae, Cactoideae, Cactaceae).In: PhytoKeys. Band 188, 2022, S. 115–165 (doi:10.3897/phytokeys.188.75739).